# Irak i olympiska sommarspelen 1948
Irak deltog i de olympiska sommarspelen 1948 med en trupp bestående av 11 deltagare. Ingen av landets deltagare erövrade någon medalj.